# Mula (cidade)
Muğla (em português: Mula), no passado chamada Mobolla e Mogolla, é uma cidade e do sudoeste da Turquia, capital da área metropolitana e província homónima, que faz parte da região de Egeu. A cidade faz parte do distrito de Menteşe, o qual tem 1 659 km² de área e em dezembro de 2021 tinha 118 443 habitantes (densidade: 71,4 hab./km²).
A cidade encontra-se a 660 metros de altitude, a nordeste da costa do golfo de Gökova (mar Egeu), da qual dista 27 km por estrada. Na província de Muğla encontram-se algumas das mais famosas e populares estâncias turísticas da Turquia, como Bodrum, Marmaris] e Fethiye. 

## História e geografia
Situada na região histórica da Cária, na Antiguidade Muğla parece ter sido um povoado pouco importante a meio caminho da rota entre as cidades de Idrias (posteriormente chamada Estratoniceia), a noroeste e Idima (atual Gökova) a sul, na costa do golfo de Gökova. O nome indígena de Mobolla (em grego clássico: Μόβωλλα; romaniz.: Móbōlla), que sobreviveu com poucas mudanças, aparece pela primeira vez no século II a.C.. Aparentemente era então um ponto de passagem entre a federação cária oriental, e Taba (atual Tavas) e outras cidades sob o domínio de Rodes. Mobolla fez parte da Pereia de Rodes de forma estável desde 167 a.C. até pelo menos o século II d.C. Embora a região estivesse sob o domínio de Rodes, não foi incorporada no estado rodiense. Durante o período romano ou bizantino a cidade passou a ser conhecida como Mogolla (em grego: Μογωλᾶ; Mogōlâ) e depois Mugla (Μούγλα; Moúgla).
Praticamente não há ruínas que revelem a história do povoado de Mobolla. No monte a norte da cidade foram encontradas alguns vestígios que revelam que no local existiu uma acrópole. Foram desenterradas algumas inscrições na cidade moderna que datam do século II a.C.
Durante o período dos beilhiques (principados turcos), que sucedeu ao desmoronamento do Sultanato de Rum, Muğla pertenceu ao Beilhique de Mentexe, que tinha a sua capital em Milas, situada a pouco menos de 70 km a ocidente. Foi conquistada pelos otomanos relativamente cedo em relação ao resto da Anatólia ocidental, durante o século XIII. Apesar disso, durante os primeiros tempos do domínio otomano, a cidade continuou a ser pouco importante, só ganhando importância quando substituiu Milas como capital do sanjaco (província) local, que manteve o nome de Mentexe (Menteşe) até à proclamação da república, quando passou a ser a atual província de Muğla. O topónimo Menteşe é atualmente usado para o distrito a que pertence a cidade.

## Geografia e clima
O distrito carateriza-se geograficamente por várias planícies elevadas em forma de pote limitadas por montanhas. A cidade situa-se na maior dessas planícies, a planície de Muğla. Está rodeada de encostas desnudadas, cobertas com formações calcárias e matagal de arbustos que dá á paisagem das vizinhanças da cidade um aspeto árido que contrasta com o resto da região. Os terrenos agrícolas estão circunscritos ao fundo dos vales.
É uma cidade relativamente pequena no contexto da Turquia, frequentemente ignorada pelos turistas das estâncias costeiras próximas. A criação da Universidade de Muğla em 1992 animou a cidade, que até então era predominantemente rural, subpopulada, isolada e com acessos difíceis devido às montanhas. Em 2006 a universidade tinha cerca de 16 000 alunos e 700 docentes. Nos últimos anos foi também empreendido um extenso programa de restauro do património construído da cidade, que ajudou a promover o turismo local. A economia local é baseada sobretudo no comércio, artesanato, serviços, turismo e agricultura, havendo pouca indústria de dimensão assinalável. A província de Muğla foi a primeira da Turquia a ter uma mulher como governadora: Lale Aytaman, nos anos 1990.
| Distritos e regiões limítrofes de Muğla |                                   |                      |
| Yatağan                                 | Kavaklıdere, província de Denizli | Província de Denizli |
| Milas                                   |                                   | Ula                  |
| Golfo de Gökova                         | Golfo de Gökova, Ula              | Köyceğiz             |

Clima
O clima de Muğla é do tipo mediterrânico, caraterizado por verões longos, quentes e secos e invernos chuvosos, temperados e relativamente frios. 
| Dados climatológicos para Muğla                                                 | Dados climatológicos para Muğla | Dados climatológicos para Muğla | Dados climatológicos para Muğla | Dados climatológicos para Muğla | Dados climatológicos para Muğla | Dados climatológicos para Muğla | Dados climatológicos para Muğla | Dados climatológicos para Muğla | Dados climatológicos para Muğla | Dados climatológicos para Muğla | Dados climatológicos para Muğla | Dados climatológicos para Muğla | Dados climatológicos para Muğla |
| Mês                                                                             | Jan                             | Fev                             | Mar                             | Abr                             | Mai                             | Jun                             | Jul                             | Ago                             | Set                             | Out                             | Nov                             | Dez                             | Ano                             |
| ------------------------------------------------------------------------------- | ------------------------------- | ------------------------------- | ------------------------------- | ------------------------------- | ------------------------------- | ------------------------------- | ------------------------------- | ------------------------------- | ------------------------------- | ------------------------------- | ------------------------------- | ------------------------------- | ------------------------------- |
| Temperatura máxima recorde (°C)                                                 | 17                              | 20                              | 23                              | 30                              | 37                              | 37                              | 40                              | 38                              | 37                              | 33                              | 24                              | 22                              | 40                              |
| Temperatura máxima média (°C)                                                   | 10,1                            | 10,9                            | 14,3                            | 18,6                            | 24,4                            | 29,8                            | 33,5                            | 33,5                            | 29,3                            | 2,3                             | 16,5                            | 11,4                            | 21,3                            |
| Temperatura mínima média (°C)                                                   | 1,5                             | 1,8                             | 3,6                             | 7,0                             | 11,3                            | 16,2                            | 19,7                            | 19,6                            | 15,2                            | 10,2                            | 5,6                             | 3,1                             | 9,6                             |
| Temperatura mínima recorde (°C)                                                 | −8                              | −8                              | −7                              | 1                               | 1                               | 7                               | 12                              | 11                              | 7                               | 1                               | −2                              | −7                              | −8                              |
| Precipitação (mm)                                                               | 222,7                           | 183,0                           | 118,3                           | 71,0                            | 46,8                            | 22,7                            | 9,8                             | 10,2                            | 23,3                            | 69,2                            | 139,2                           | 272,9                           | 1 189,1                         |
| Dias com chuva                                                                  | 14,1                            | 13,2                            | 10,9                            | 9,9                             | 7,8                             | 3,6                             | 1,6                             | 1,4                             | 2,8                             | 6,6                             | 9,8                             | 14,9                            | 96,6                            |
| Insolação (h)                                                                   | 127,1                           | 140,0                           | 189,1                           | 213,0                           | 263,5                           | 306,0                           | 341,0                           | 331,7                           | 288,0                           | 229,4                           | 153,0                           | 114,7                           | 2 696,5                         |
| Fonte: Meteoroloji Genel Müdürlüğü (Direção Geral de Meteorologia); Weatherbase |                                 |                                 |                                 |                                 |                                 |                                 |                                 |                                 |                                 |                                 |                                 |                                 |                                 |

## Atrações turísticas

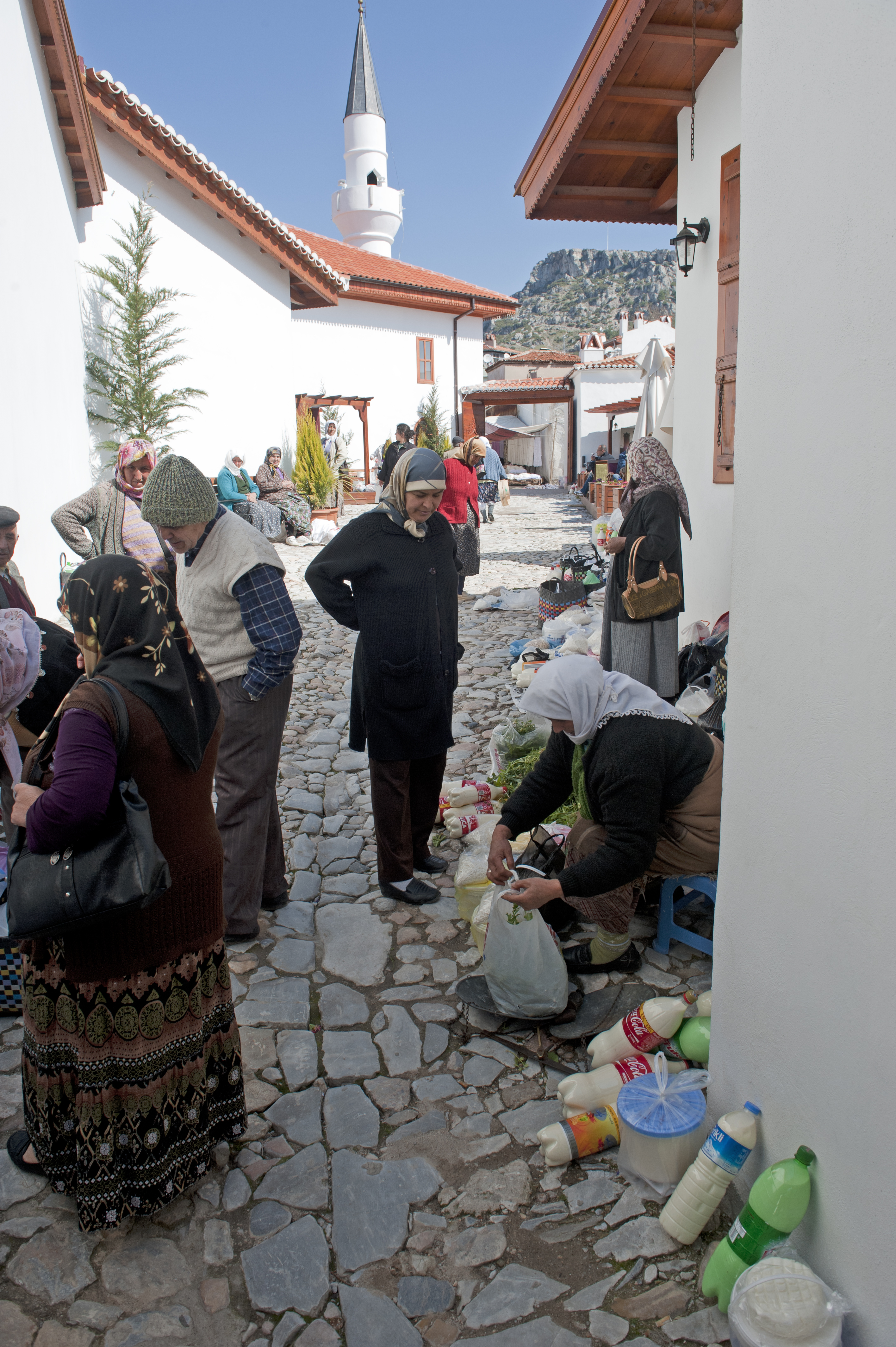
Rua da parte antiga

Apesar de estar relativamente perto de grandes estâncias turísticas, só recentemente é que Muğla começou a atrair alguns visitantes. Entre os locais de interesse turístico destacam-se:
- Vakıflar Hamam — um banho turco tradicional ainda em funcionamento que data de 1258.
- Grande Mesquita (Ulu Cami) — construída em 1344 pelos beis de Mentexe.
- Kurşunlu Cami — outra grande mesquita construída em 1495.
- Konakaltı Han e Yağcılar Han — caravançarais (estalagens de mercadores) restauradas no século XVIII; o primeiro, situado em frente ao Museu de Muğla, é usado como galeria de arte; o segundo é basicamente um espaço comercial.
- Arasta (bazar) — mercado coberto tradicional com uma torre com relógio construída em 1895 por um artesão grego de nome Filivari Usta.
- Museu da Cidade de Muğla — tem uma coleção apreciável de arqueologia e artefatos etnográficos, além de vários fósseis de animais e plantas de há nove milhões de anos descobertos em Kaklıcatepe, próximo da cidade.
- Bairro antigo — situado nas encostas em volta da Praça (Meydanı) Saburhane, consiste em cerca de 400 casas classificadas, datadas dos séculos XVIII e XIX, muita delas restauradas. A maioria delas é de estilo dito turco-otomano e caraterizam-se por hayats (pátios) aos quais se acede por portas de portada dupla chamadas kuzulu kapı (portas de cordeiro) e por chaminés típicas de Muğla. Há também algumas "casas gregas". As diferenças entre os dois tipos de casas têm  a ver não só com a etnia de quem as habitava originalmente, mas também com a quantidade de pedra ou madeira usada na construção e no facto de serem mais ou menos abertas para o exterior.

Os locais de lazer mais frequentados pelos muitos estudantes locais são os cafés com esplanadas ao ar livre ao longo da estrada de Esmirna, o caravançarai ou ainda a Sanat Evi ("Casa da Arte"), uma antiga residência de estilo otomano que foi transformada num café e galeia de arte onde são expostas principalmente esculturas em madeira.

## Política

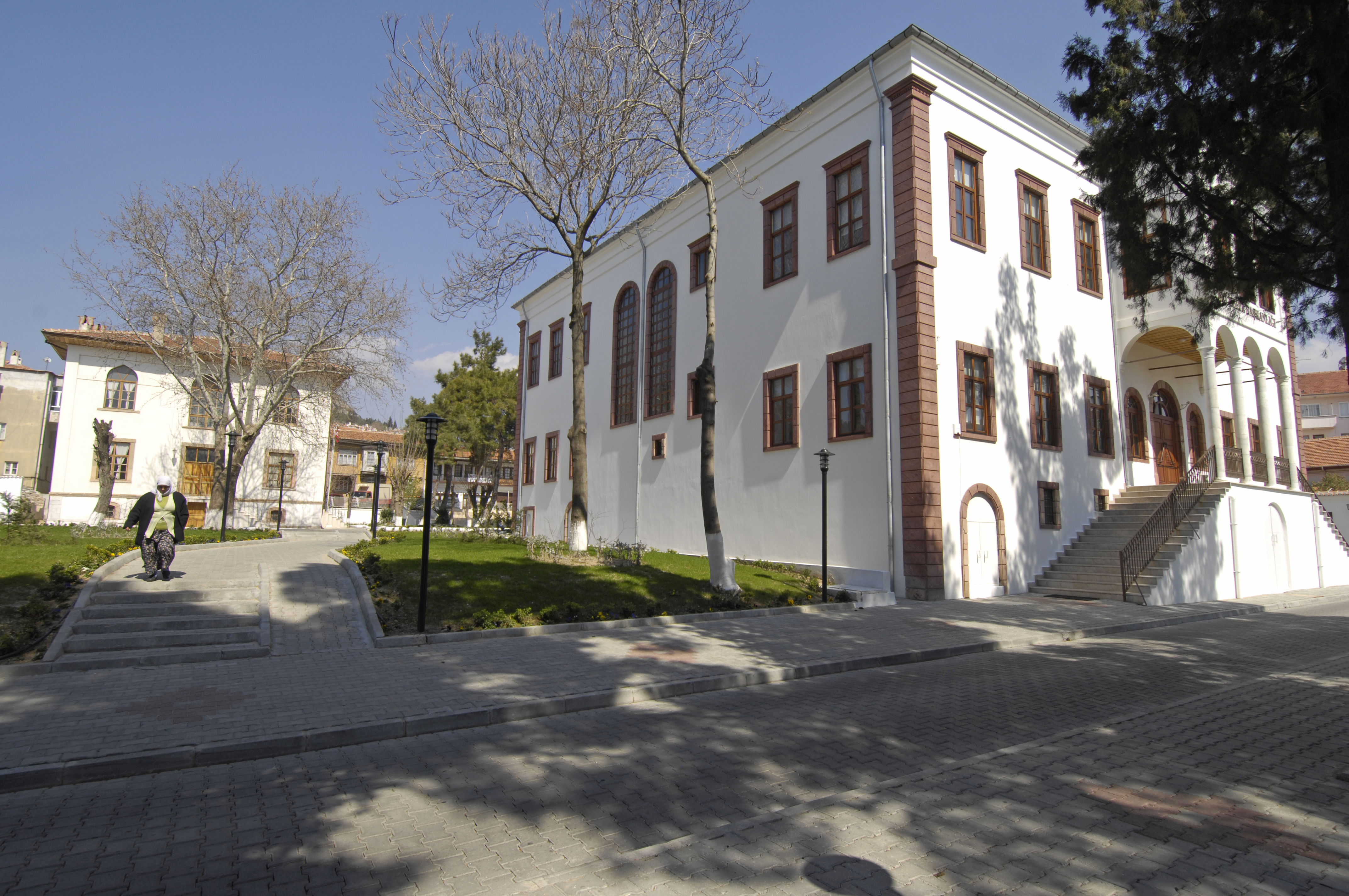
Sede do governo municipal

Pelo menos nas últimas décadas, as eleições municipais em Muğla têm sido sempre vencidas por partidos do centro-esquerda. Em 2004 o Partido Republicano do Povo (CHP), de inspiração kemalista obteve 43,3% dos votos, benificiando do virtual colapso abrupto do outro partido do centro-esquerda, o Partido Democrático da Esquerda (DSP). Foi a sétima vitória consecutiva do centro-esquerdo nas eleições locais. O Partido da Justiça e Desenvolvimento (AKP), no poder a nível nacional e o Partido da Via Justa (DYP), de centro-direita, obtiveram respetivamente 24,5% e 24,8%.
Nas eleições locais de 2009, o Partido de Ação Nacionalista, de extrema-direita aumentou significativamente a sua votação, alcançando 24,2%. O AKP obteve 20,4% e a vitória foi mais uma vez do CHP, com 46% dos votos.

## Leitura complementar
- Bean, George E. (1989), Turkey beyond the Maeander, ISBN 9780719546631 (em inglês) 2.ª ed. , Irwin Publishing